# Struga (Negota)
Struga je potok v občini Brežice in se izliva v potok Negota, ki je zadnji desni pritok reke Sotla (izliv je na Hrvaškem). 